# Sveriges mästerkock
Sveriges mästerkock är den svenska versionen av tv-programmet Masterchef. Programmet som sändes i TV4 hade premiär den 12 januari 2011 och den första säsongen avslutades den 20 april samma år. Programmet spelades in under november och december 2010. Domare i första säsongen av programmet var Leif Mannerström, Markus Aujalay och Per Morberg. Programmet har vunnit Kristallen 2011, 2012 och 2013 i kategorin "Årets dokusåpa". 2021 gjordes en VIP-version av programmet, "Sveriges mästerkock VIP", där deltagarna bestod av kändisar. De deltagande var Anders Öfvergård, Claudia Galli Concha, Eric Gadd, John Lundvik, Josefine Öqvist, Kaliffa, Kalle Moraeus och Maja Ivarsson.
Inför den första säsongen ägde en castingturné rum i Stockholm, Göteborg, Helsingborg och Umeå. Vinnare blev Louise Johansson efter att ha stått i final mot Jennie Benjaminsson.
År 2014 gjorde man en svensk spinoff av Sveriges mästerkock där tolv hemmakockar i åldrarna åtta till tolv tävlar mot varandra. Vinnaren kan titulera sig Sveriges yngsta mästerkock.

## Säsonger
| Säsong                | Sändningsdatum                 | Vinnare           | Andra plats              | Jury                                             | Tittarsiffror (Genomsnitt) |
| --------------------- | ------------------------------ | ----------------- | ------------------------ | ------------------------------------------------ | -------------------------- |
| 1 (2011)              | 12 januari – 20 april 2011     | Louise Johansson  | Jennie Benjaminsson      | Per Morberg, Leif Mannerström, Markus Aujalay    | 984 000                    |
| 2 (2012)              | 9 januari – 28 mars 2012       | Sigrid Bárány     | Josephine Lindqvist      | Per Morberg, Leif Mannerström, Markus Aujalay    | 946 000                    |
| 3 (2013)              | 7 januari – 10 april 2013      | Jennie Walldén    | Carl Bodin Svensk        | Per Morberg, Leif Mannerström, Markus Aujalay    | 1 207 000                  |
| 4 (2014)              | 6 januari – 2 april 2014       | Amir Kheirmand    | Ala Abasi                | Leif Mannerström, Markus Aujalay, Anders Dahlbom | 1 049 000                  |
| 5 (2015)              | 7 januari – 1 april 2015       | Sandra Mastio     | Ludvig Brydolf           | Leif Mannerström, Markus Aujalay, Mischa Billing | 983 000                    |
| 6 (2016)              | 13 januari – 6 april 2016      | Catarina König    | Daniel Lakatosz          | Leif Mannerström, Markus Aujalay, Mischa Billing | 1 032 000                  |
| 7 (2017)              | 11 januari – 5 april 2017      | Klara Lind        | Gillis Thalbäck          | Leif Mannerström, Markus Aujalay, Mischa Billing | 1 051 000                  |
| 8 (2018)              | 11 januari – 5 april 2018      | Erik Hammar       | Adam Lund                | Leif Mannerström, Markus Aujalay, Mischa Billing | i.u.                       |
| 9 (2019)              | 9 januari – 3 april 2019       | Gabriel Jonsson   | Wichudaporn Chaiyasaeng  | Leif Mannerström, Markus Aujalay, Mischa Billing | i.u.                       |
| 10 (2020)             | 8 januari – 1 april 2020       | Sofia Henriksson  | Edvard Wistedt           | Leif Mannerström, Markus Aujalay, Mischa Billing | i.u.                       |
| Decenniets mästerkock | 21 september – 9 november 2020 | Catarina König    | Klara Lind               | Leif Mannerström, Markus Aujalay, Mischa Billing | i.u.                       |
| 11 (2021)             | 13 januari – 7 april 2021      | Christin Kashou   | Ayla Canpunar            | Markus Aujalay, Mischa Billing, Tom Sjöstedt     | i.u.                       |
| 12 (2022)             | 12 januari – 6 april 2022      | Adam Thulin       | Jimmy Guo                | Markus Aujalay, Mischa Billing, Tom Sjöstedt     | i.u.                       |
| 13 (2023)             | 11 januari – 5 april 2023      | Nazuk Turdieva    | Fanny Andersson Werngren | Mischa Billing, Tom Sjöstedt, Tommy Myllymäki    | i.u.                       |
| 14 (2024)             | 10 januari – 17 april 2024     | Tess Medina       | Josefine Freij           | Mischa Billing, Tom Sjöstedt, Tommy Myllymäki    | i.u.                       |
| 15 (vår 2025)         | 8 januari – 16 april 2025      | Matilda Klarqvist | Karin Jamil              | Tom Sjöstedt, Tommy Myllymäki, Tina Nordström    | i.u.                       |
| 16 (höst 2025)        | 24 augusti 2025 –              |                   |                          | Mischa Billing, Niklas Ekstedt, Thomas Sjögren   | i.u.                       |

### Sveriges yngsta mästerkock
Sveriges yngsta mästerkock är en spinoff av Sveriges mästerkock där yngre deltagare tävlar om att vinna privatlektioner på en kockskola. Juryn i programmet utgörs av Danyel Couet, Paul Svensson och Tina Nordström. Programmet har sänts på TV4 sedan 2014.
| Säsong   | Sändningsdatum          | Vinnare                | Jury                                             | Tittarsiffror (Genomsnitt) |
| -------- | ----------------------- | ---------------------- | ------------------------------------------------ | -------------------------- |
| 1 (2014) | 9 april – 11 juni 2014  | Viktor Klemmedsson     | Markus Aujalay, Leif Mannerström, Tina Nordström | i.u.                       |
| 2 (2015) | 8 april – 3 juni 2015   | Donya Absi             | Markus Aujalay, Leif Mannerström, Tina Nordström | i.u.                       |
| 3 (2016) | 13 april – 8 juni 2016  | Signe Strålin          | Markus Aujalay, Leif Mannerström, Tina Nordström | i.u.                       |
| 4 (2017) | 12 april – 31 maj 2017  | Walter Sundling        | Danyel Couet, Paul Svensson, Tina Nordström      | i.u.                       |
| 5 (2018) | 11 april – 30 maj 2018  | Lily Larsson           | Danyel Couet, Paul Svensson, Tina Nordström      | i.u.                       |
| 6 (2019) | 10 april – 12 juni 2019 | Agnes Fredriksson      | Danyel Couet, Paul Svensson, Tina Nordström      | i.u.                       |
| 7 (2020) | 8 april – 27 maj 2020   | Giovanni Barotta       | Danyel Couet, Tina Nordström                     | i.u.                       |
| 8 (2021) | 14 april – 2 juni 2021  | Emma Karlsson Lohiniva | Danyel Couet, Tina Nordström                     | i.u.                       |

### Sveriges mästerkock VIP
Sveriges mästerkock VIP är en spinoff av Sveriges mästerkock där kändisar tävlar om att bli Sveriges mästerkock VIP och få skänka 100 000 kr till valfri välgörenhetsorganisation.
| Säsong   | Sändningsdatum                 | Vinnare          | Andra plats             | Jury                                             | Tittarsiffror (Genomsnitt) |
| -------- | ------------------------------ | ---------------- | ----------------------- | ------------------------------------------------ | -------------------------- |
| 1 (2021) | 29 augusti – 17 oktober 2021   | Eric Gadd        | Maja Ivarsson           | Leif Mannerström, Markus Aujalay, Mischa Billing | i.u.                       |
| 2 (2022) | 26 september – 7 november 2022 | Jesper Blomqvist | Karl Fredrik Gustafsson | Leif Mannerström, Markus Aujalay, Mischa Billing | i.u.                       |
| 3 (2023) | 12 april – 31 maj 2023         | Carin da Silva   | Simon Sköld             | Tom Sjöstedt, Marcus Samuelsson, Mischa Billing  | i.u.                       |
| 4 (2024) | 24 april – 31 maj 2024         | Tone Sekelius    | Filip Lamprecht         | Tom Sjöstedt, Marcus Samuelsson, Mischa Billing  | i.u.                       |